# Parigi-Bourges 1996
La Parigi-Bourges 1996, quarantaseiesima edizione della corsa e valevole come prova del circuito UCI categoria 1.3, si svolse il 3 ottobre 1996 su un percorso di 203 km. Fu vinta dall'olandese Tristan Hoffman che giunse al traguardo con il tempo di 4h37'48", alla media di 43,844 km/h.

## Ordine d'arrivo (Top 10)
| Pos. | Corridore            | Squadra        | Tempo    |
| ---- | -------------------- | -------------- | -------- |
| 1    | Tristan Hoffman      | TVM            | 4h37'48" |
| 2    | Pascal Chanteur      | Casino         | a 2"     |
| 3    | Gérard Rué           | GAN            | a 25"    |
| 4    | Niko Eeckhout        | Collstrop      | a 26"    |
| 5    | Andrej Čmil          | Lotto          | s.t.     |
| 6    | Lars Michaelsen      | Festina        | s.t.     |
| 7    | Emmanuel Hubert      | GAN            | s.t.     |
| 8    | Cédric Vasseur       | GAN            | s.t.     |
| 9    | Michael Van der Wolf | Foreldorado    | s.t.     |
| 10   | Geert Van Bondt      | Vlaanderen2002 | s.t.     |